# Timmervatten
Timmervatten är en sjö i Kungälvs kommun i Bohuslän och ingår i Göta älvs huvudavrinningsområde. Timmervatten ligger i Svartedalen Natura 2000-område. Sjön är 18 meter djup, har en yta på 0,06 kvadratkilometer och befinner sig 123 meter över havet.